# Пошта (Джурджу)
Пошта (рум. Poșta) — село у повіті Джурджу в Румунії. Входить до складу комуни Бутуруджень.
Село розташоване на відстані 20 км на південний захід від Бухареста, 50 км на північ від Джурджу, 146 км на південь від Брашова.

## Населення
За даними перепису населення 2002 року у селі проживали 395 осіб, усі — румуни. Усі жителі села рідною мовою назвали румунську.